# سهيم أوروبي
الرُمَيح الأوروبي أو السُهَيم الأوروبي أو حيوان الرميح (بالإنجليزية: European lancelet)‏ هو حيوان بحري يعيش أغلب حياته مغروسا في الرمال عند شواطئ البحار في المناطق الاستوائية والمعتدلة مع بقاء نهايته الأمامية بارزة خارج الرمال وهو حيوان صغير ثعباني الشكل ، لافقاري حبلي له الصفات الرئيسية للحبليات ويوجد منه 23 نوعاً ، يعيش في الماء ، يشبه الأسماك إلا أنه من غير قشور تحيط به وهو يخفي ويدفن جسمه تحت الرمل في مياه البحار الضحلة.
يعتبر الرميح حيوان بحرف الراء ويتميز بصغر حجمه، ولكنه من الحيوانات النادرة في الحياة البرية وذلك بسبب تفضيلها العيش في المياه الضحلة، مما يجعلها تختفي دائما عن الأنظار.
يفتقد السهيم أيضاً إلى الألوان في الجلد الذي يحيط به، ويتكون جلده من طبقة واحدة من الخلايا شفافة اللون حيث يمكن مشاهدة مرور الماء من داخل جسمه.
مميزاته:
1.حيوان بحري مدبب النهايتين، مضغوط من الجانبين،  ليس له رأس مميز، ويتراوح طوله بين (2,5-8)سم.
2.جلده شفاف يشاهد من خلاله ترتيب عضلات الجسم.
3.له زعنفة ظهرية على امتداد الجسم.